# АЭС Фуцин
АЭС Фуцин (кит. 福清核电站) — действующая атомная электростанция на юго-востоке Китая. Действуют шесть энергоблоков, четыре из которых с реакторами (PWR) отечественной разработки CPR-1000 (на базе реакторов Areva) мощностью в 1000 МВт, а два с реакторами третьего поколения собственной разработки HPR1000.

## История
Станция расположена на побережье Восточно-Китайского моря в уезде Фуцинь, входящего в состав городского округа Фучжоу провинции Фуцзянь.
В общей сложности на площадке АЭС Фуцин было решено построить шесть энергоблоков, четыре из которых с реакторами (PWR) отечественной разработки CPR-1000 (на базе реакторов Areva) мощностью в 1000 МВт, а два с реакторами третьего поколения собственной разработки HPR1000.
Строительство энергоблоков № 1 и 2 началось в ноябре 2008 и июне 2009 года соответственно. 20 августа 2014 года энергоблок № 1 АЭС Фуцин был впервые включен в сеть. Энергоблоки № 2, № 3 и № 4 введены в строй в 2015, 2016 и 2017 годах соответственно. Все шесть энергоблоков АЭС должны были быть достроены в 2018 году.
В 2021 году на АЭС Фуцин был введён в строй энергоблок № 5 — первый реактор поколения III+ китайской разработки HPR1000.
В 2022 году был введён в строй энергоблок № 6 с реактором HPR1000.

## Информация об энергоблоках
| Энергоблок | Тип реакторов | Мощность | Мощность | Начало строительства | Физпуск    | Подключение к сети | Ввод в эксплуатацию | Закрытие |
| Энергоблок | Тип реакторов | Чистый   | Брутто   | Начало строительства | Физпуск    | Подключение к сети | Ввод в эксплуатацию | Закрытие |
| ---------- | ------------- | -------- | -------- | -------------------- | ---------- | ------------------ | ------------------- | -------- |
| Фуцин-1    | PWR, CNP-1000 | 1000 МВт | 1089 МВт | 21.08.2008           | 24.07.2014 | 20.08.2014         | 22.11.2014          | —        |
| Фуцин-2    | PWR, CNP-1000 | 1000 МВт | 1089 МВт | 17.06.2009           | 22.07.2015 | 06.08.2015         | 16.10.2015          | —        |
| Фуцин-3    | PWR, CNP-1000 | 1000 МВт | 1089 МВт | 31.12.2010           | 03.07.2016 | 07.09.2016         | 24.10.2016          | —        |
| Фуцин-4    | PWR, CNP-1000 | 1000 МВт | 1089 МВт | 17.11.2012           | 16.07.2017 | 29.07.2017         | 17.09.2017          | —        |
| Фуцин-5    | PWR, HPR1000  | 1060 МВт | 1150 МВт | 07.05.2015           | 21.10.2020 | 27.11.2020         | 29.01.2021          | —        |
| Фуцин-6    | PWR, HPR1000  | 1060 МВт | 1150 МВт | 22.12.2015           | 11.12.2021 | 01.01.2022         | 25.03.2022          | —        |